# Autel de Saturne
Ne doit pas être confondu avec Volcanal.
L'autel de Saturne (en latin : Ara Saturni) est un autel archaïque situé à Rome sur le Forum. Il est dédié à l'un des plus anciens cultes italiques, celui de Saturne.

## Localisation
Les vestiges découverts entre 1899 et 1905 et étudiés par Giacomo Boni et Rodolfo Lanciani, aujourd'hui protégés sous un abri près de l'arc de Septime Sévère, ont d'abord été identifiés avec le  Volcanal ou comme un des autels de l'aire sacrée Area Volcani. Une autre hypothèse émise en 1983 par l'archéologue italien Filippo Coarelli propose d'y reconnaître les vestiges de l'autel de Saturne, plaçant le Volcanal plus près du Comitium,. L'autel se tient en avant du temple de Saturne, juste à côté de l'Umbilicus Urbis Romae, au sud du Senaculum (voir le plan).

## Histoire
L'autel, un des plus anciens de Rome, construit avant le temple de Saturne et daté du VIe siècle av. J.-C., est resté en usage jusqu'à la fin de l'Empire. Selon la tradition, il a été érigé par les Pélasges en l'honneur de Saturne, identifié au titan grec Cronos, qui passe pour le fondateur de la première cité sur le Capitole (Mons Saturninus) baptisée Saturnia en son honneur.

« La première [forteresse] fut fondée par le dieu Janus, l'autre par Saturne : l'une fut appelée Janicule, l'autre Saturnia. »

— Virgile, Énéide, 8, 358
Les sources antiques précisent que l'autel de Saturne est construit à proximité d'un autre autel dédié à Dis Pater et Proserpine (qu'on identifie aujourd'hui au Mundus, appelé Umbilicus Urbis Romae depuis l'époque tardive) et qu'il est utilisé lors des cérémonies des Saturnales.

« [...] ils élevèrent à Dis (Pluton) un petit temple, à Saturne un autel, et la fête de cette fondation fut appelée les Saturnales. On rapporte qu'ils crurent longtemps honorer Dis en lui offrant des têtes d'hommes, et Saturne en lui offrant des victimes humaines, à cause de ces mots de l'oracle : « Offrez des têtes à Adès, et à son père des hommes ». Mais Hercule, passant par l'Italie en ramenant le troupeau de Géryon, persuada à leurs descendants de changer ces sacrifices funestes en d'autres plus propices, en offrant à Pluton, non des têtes d'hommes, mais de petits simulacres de têtes humaines, et en honorant les autels de Saturne, non par des sacrifices humains, mais en y allumant des flambeaux ; attendu que le mot φῶτα signifie non seulement homme, mais aussi flambeau. De là vint la coutume de s'envoyer, pendant les Saturnales, des flambeaux de cire. »

— Macrobe, Saturnales, I, VII

## Description
Il s'agit d'un petit monument rectangulaire long de 3,95 mètres et large de 2,8 mètres composé de blocs de tuf.